# Густаво де Лима, Райан
Райан Густаво де Лима (порт.-браз. Ryan Gustavo de Lima); более известный, как Райан (порт.-браз. Ryan) род. 15 июля 2003, Сан-Паулу) — бразильский футболист, опорный полузащитник клуба «Коринтианс».

## Клубная карьера
Райан — воспитанник клуба «Коринтианс». 29 июня 2023 года в матче Кубка Либертадорес против уругвайского «Ливерпуля» он дебютировал за основной состав. 19 июля в поединке Южноамериканского кубка против перуанского «Университарио» игрок забил свой первый гол за «Коринтианс». 5 июля 2024 года в матче против «Витории Сальвадор» он дебютировал в бразильской Серии A.